# Хорава, Миранда
Миранда Хорава (груз. ხორავა მირანდა; род. 19 ноября 1977) — грузинская шахматистка, международный мастер среди женщин (1995).
Чемпионка Грузии (1995). Участница межзонального турнира в Кишинёве (1995). 

## Изменения рейтинга
| Графики недоступны из-за технических проблем. См. информацию на Фабрикаторе и на mediawiki.org. |